# Kangju

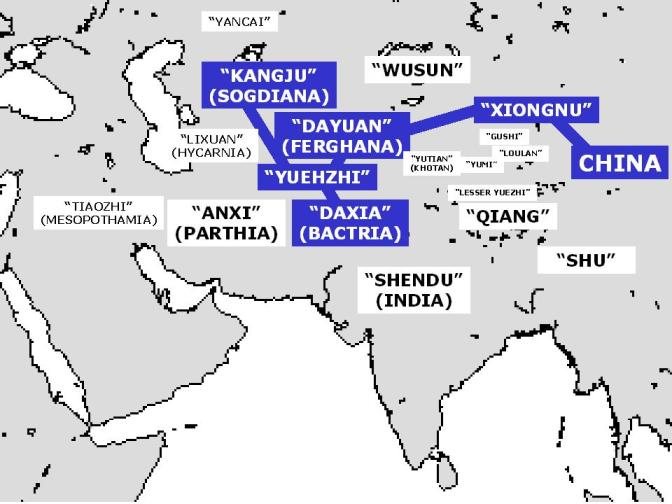
Países descritos en el informe de Zhang Qian. Los países visitados, incluyendo Kangju, están resaltados en azul.

Kangju (en chino: 康居; pinyin: Kangju; Wade–Giles: K'ang-chü; chino Han oriental: kʰɑŋ-kɨɑ) fue el nombre chino de un antiguo reino en Asia Central que se convirtió durante un par de siglos en la segunda potencia más grande de Transoxiana después de Yuezhi. Su gente, los Kāng (en chino: 康) eran un pueblo seminómada indoeuropeo probablemente idéntico a los sogdianos iraníes u otros grupos iraníes estrechamente relacionados con ellos, como los asians.

## Nombre
Según John E. Hill, historiador especializado en la antigua Asia Central, Kangju (WG: K'ang-chü, 康居) estaba en o cerca de la «cuenca de Talas, Tashkent [moderno] y Sogdiana». Según Edwin Pulleyblank, Beitian, la capital de verano de Kangju, estaba en o cerca de la moderna área metropolitana de Taskent.
Fuentes chinas posteriores, durante las dinastías Sui y Tang, se refieren a Kangju como el Estado de Kang. En esa época formaba parte del kanato túrquico.
Pulleyblank vinculó a Kangju con la palabra tocaria kāṅka-, que probablemente significa "piedra" y propuso que los Kangju eran originalmente tocarios que habían emigrado hacia el oeste en Sogdia y se establecieron en Chach (la actual Taskent). Pulleyblank también sugirió que la tribu Jié (羯) de Qiāngqú (羌 渠) podría ser gente de Kangju que se había incorporado a la confederación tribal de Xiongnu. Pulleyblank conectó aún más Kangju con Kànjié y el nombre Kankar dado a la parte baja del río Yaxartes por el geógrafo persa Ibn Khordadbeh.
Joseph Marquart, Omeljan Pritsak y Peter B. Golden han notado similitudes fonéticas entre Kangju y Kengeres mencionadas en las inscripciones de Orkhon, Kangarâyê en Transcaucasia, la ciudad de Kengü Tarban y las tres tribus pechenegas conocidas colectivamente como Kangar mencionadas por Constantino VII. Sin embargo, todas esas conexiones siguen siendo hipotéticas.

## Idioma
La evidencia arqueológica sugiere que los habitantes de Kangju hablaban un idioma iranio.

## Historia

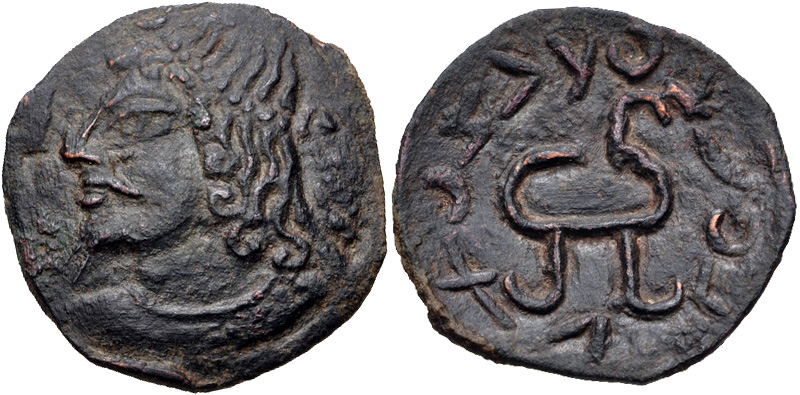
Moneda de Kangju: anverso: el gobernante Wanunkhur de Chach; reverso: tamga de Kangju

Según fuentes chinas del siglo II a. C., Kangju se encontraba al norte de Dayuan y al oeste de Wusun, limitando con Yuezhi en el sur. Su territorio cubría la región del valle de Ferganá y el área entre los ríos Amu Darya y Syr Darya, con el territorio central a lo largo del curso medio del Syr Darya. Dado que los historiadores de Alejandro Magno no mencionan la existencia de ningún poder político en el área, excepto los corasmios, los habitantes de Kangju debieron aparecer un poco más tarde. Es probable que el estado de Kangju surgiera durante la gran agitación acaecida en Asia Central tras la retirada de Yuezhi de Gansu y del valle de Ilí tras su derrota ante Xiongnu y Wusun, respectivamente. Fuentes chinas afirman que Kangju era tributario de Yuezhi en el sur y de Xiongnu en el este.
Kangju fue mencionado por el viajero y diplomático chino Zhang Qian, quien visitó el área c. 128 a. C., cuyos viajes están documentados en el capítulo 123 del Shiji (cuyo autor, Sima Qian, murió c. 90 a. C.):
"Kangju se encuentra a unos 2.000 li [832 kilómetros] al noroeste de Dayuan. Su gente es nómada y se asemeja a los Yuezhi en sus costumbres. Tienen 80.000 o 90.000 arqueros expertos. El país es pequeño y limita con Dayuan (Ferganá). Reconoce la soberanía al pueblo Yuezhi en el sur y al Xiongnu en el este.
Qian también visitó una tierra conocida por los chinos como Yancai (literalmente "vasta estepa"), que se encuentra al noroeste de Kangju. Se decía que la gente de Yancai se asemejaba a los Kangju en sus costumbres:
Yancai se encuentra a unos 2.000 li (832 km) al noroeste de Kangju (con centro en Turquestán en Beitian). La gente es nómada y sus costumbres son generalmente similares a las de la gente de Kangju. El país tiene más de 100.000 arqueros guerreros y bordea un gran lago sin orillas, quizás lo que ahora se conoce como el Mar del Norte (Mar de Aral), la distancia entre Tashkent y Aralsk es de unos 866 km.
En la época del Hanshu (que abarca el período comprendido entre el 206 a. C. y el 23 d. C.), Kangju se había expandido considerablemente a una nación de unas 600.000 personas, con 120.000 hombres capaces de portar armas. Kangju era claramente una gran potencia por derecho propio. Para entonces, había ganado el control de Dayuan y de Sogdiana, en los cuales tenía control sobre «cinco reyes menores» (小王 五).
En 101 a. C., los Kangju se aliaron con los Dayuan, ayudándolos a preservar su independencia contra los Han.
El relato sobre las regiones occidentales en la crónica china de la dinastía Han, el Hou Hanshu 88 (que abarca el período 25-220 y que fue completado en el siglo V), menciona que, en ese momento, dependían de Kangju los pueblos de Liyi (Sogdiana), el antiguo Yancai (que había cambiado su nombre a Alanliao y que parece haber expandido su territorio al mar Caspio), y Yan, un país al norte de Yancai, así como la ciudad estratégica de Wuyi del Norte" (Alejandría Escate, o la actual Juyand).
Y. A. Zadneprovskiy sugiere que el sometimiento de Yancai por Kangju ocurrió en el siglo I a. C. Yancai se identifica con los aorsios de los registros romanos. Otros han relacionado el nombre Alanliao con los alanos. El pueblo Yan de los Urales rindió homenaje a los Kangju con pieles. Los Kangju establecieron estrechas conexiones con los sármatas, sus vecinos occidentales. La expansión hacia el oeste del Kangju obligó a varios sármatas a emigrar más al oeste, por lo que se puede concluir que los Kangju desempeñaron un papel importante en las grandes migraciones de la época. A través de esta expansión, los Kangju obtuvieron el control sobre partes clave de la Ruta de la Seda. El Estado de Kangju llegó a unir una serie de regiones que tenían poblaciones sedentarias, agrícolas y nómadas. Aunque su territorio era pequeño, la fertilidad de la tierra y su sofisticada civilización permitieron a Kangju mantener una gran población, convirtiéndose en una gran potencia militar.
Kangju sostuvo frecuentes luchas con Wusun, durante las cuales, a mediados del siglo I a. C., se aliaron con  Xiongnu. El gobernante de Kangju dio a su hija en matrimonio con el gobernante de Xiongnu, Zhizhi, mientras que Zhizhi se casó con la hija del gobernante de Kangju. Los estados de Xiongnu y Kangju tuvieron éxito inicialmente, asediando Wusun en 42 a. C. Sin embargo, los Han intervinieron, derrotando y matando al gobernante de Xiongnu en Talas en el 36 a. C. (batalla de la Ciudad de Zhizhi). Posteriormente, el gobernante de Kangju se vio obligado a enviar a su hijo como rehén a la corte Han. Sin embargo, los Kangju continuaron enviando embajadores a la corte Han y siguieron una política independiente, que pudieron mantener hasta el siglo III d. C. La evidencia de la independencia de Kangju se puede ver en las monedas emitidas en los siglos II y III d. C., durante los cuales emitieron su propia divisa que era similar a la de Corasmia.
La biografía del general chino Ban Chao en el Hou Hanshu dice en el año 94 d. C. que los Yuezhi estaban arreglando un matrimonio de su rey con una princesa de Kangju. Luego, los chinos enviaron "considerables obsequios de sedas" a los Yuezhi y obtuvieron su ayuda para presionar a los Kangju para que dejaran de apoyar al rey de Kasgar en su contra.
La Weilüe del siglo III afirma que Kangju se encontraba entre varios países que «habían existido anteriormente y no habían crecido ni se habían encogido». Posteriormente, Kangju declinó. Alrededor del 270 d. C. fueron sometidos por los quionitas. Tal como otros pueblos de Asia Central, los Kangju probablemente se subsumieron con los heftalitas.
Kangju fue más tarde conocido como el Estado de Kang (康 国) durante las dinastías Sui y Tang. En el siglo VIII, algunos de ellos parecen haber sido partidarios del maniqueísmo.

## Cultura
El Libro de Han describe la forma de vida de la élite de Kangju. Su gobernante pasaba el invierno en la ciudad capital de Beitian y los veranos en su cuartel general de la estepa, que se encontraba a siete días de viaje a caballo.
Los Kangju son considerados un pueblo indoeuropeo y, en general, se cree que fueron un pueblo iranio idéntico a los sogdianos. El sinólogo Edwin G. Pulleyblank, sin embargo, ha sugerido que los Kangju podrían haber sido tocarios.
La élite gobernante de Kangju estaba formada por tribus nómadas cuyas costumbres eran muy similares a las de Yuezhi. En Berk-kara y Tamdî se han descubierto entierros de Kangju del período temprano, en los que los muertos fueron colocados en fosas, a menudo cubiertas con troncos, bajo montículos de kurgán. Estas tumbas suelen contener vasijas hechas a mano, espadas de hierro, puntas de flecha y joyas. Los entierros muestran que la cultura tradicional de Kangju se parecía a las características de los sacas. Desde el comienzo de la era cristiana, se generalizaron las tumbas de catacumba (en tumbas de pozo y de cámara). Esto se ve en los entierros de las culturas Kaunchi y Dzhun de los siglos I al IV d. C., que generalmente se aceptan como pertenecientes a Kangju. Los Kangju consideraban al carnero como un animal noble.
Las referencias de fuentes escritas y hallazgos arqueológicos muestran que los Kangju alcanzaron un nivel considerable de sofisticación agrícola. Gran parte de la población estaba constituida por una población agrícola sedentaria. Se han descubierto amplios canales del período Kangju, con una superficie de tierra bajo riego del Amu Darya y Syr Darya siendo cuatro veces mayor que la actual. Los sistemas de riego de Asia Central alcanzaron sus niveles más altos de desarrollo bajo los Kangju- Kushán y, de hecho, fueron superiores a los plenamente desarrollados en la Edad Media.

## Arqueología

### Cultura Kaunchi
Kangju parece ser una civilización conocida por los arqueólogos soviéticos como la "cultura Kaunchi", que data desde el siglo II a. C. hasta principios del siglo VIII d. C., y se centra en el curso medio del Syr Darya y sus afluentes: los ríos Angren, Chirchik y Keles. La cultura lleva el nombre de un antiguo poblado ahora conocido como Kaunchi-Tepe, que fue estudiado por primera vez por G. V. Grigoriev en 1934-1937.
Los asentamientos de la cultura Kaunchi se ubicaban típicamente cerca del agua, y solían tienen edificios ovalados monumentales en su centro, a veces con un muro defensivo. El asentamiento más grande era una ciudad de 150 hectáreas conocida aparentemente como Kang (en sánscrito Kanka), al sur de la moderna Taskent y fundada en el siglo I d. C. Kang tenía un diseño cuadrado, rodeado por una pared con pasajes interiores.
Los asentamientos estaban rodeados por kurganes de un tipo catacumba con largas dromoses, criptas, y bóvedas mortuorias, con adornos de hueso de caballo y ritos típicos de los nómadas La gente practicaba predominantemente la cría de ganado y la agricultura de secano (cultivos de cereales de mijo, cebada, trigo y arroz, algodón, melones y otras frutas). Los materiales típicos de la cultura son la cerámica típica formada a mano: khums (cuencos grandes para agua y productos agrícolas), ollas, cántaros y tazas adornadas con cabezas de carnero en los mangos. En el siglo I d. C., la cerámica hecha en tornos de alfarero se hizo más común. El motivo de una cabeza de carnero fue reemplazado luego por una cabeza de toro hacia finales del siglo III y principios del IV. En ese período comenzaron a aparecer armas en los kurganes.
Los sitios de tipo Kaunchi aparentemente se extendieron desde la región de Otrar a lo largo de Syr Darya hasta el sur de Taskent. La cultura Kaunchi impactó significativamente las culturas arqueológicas en los vastos territorios de Asia Central.